# Quả phức

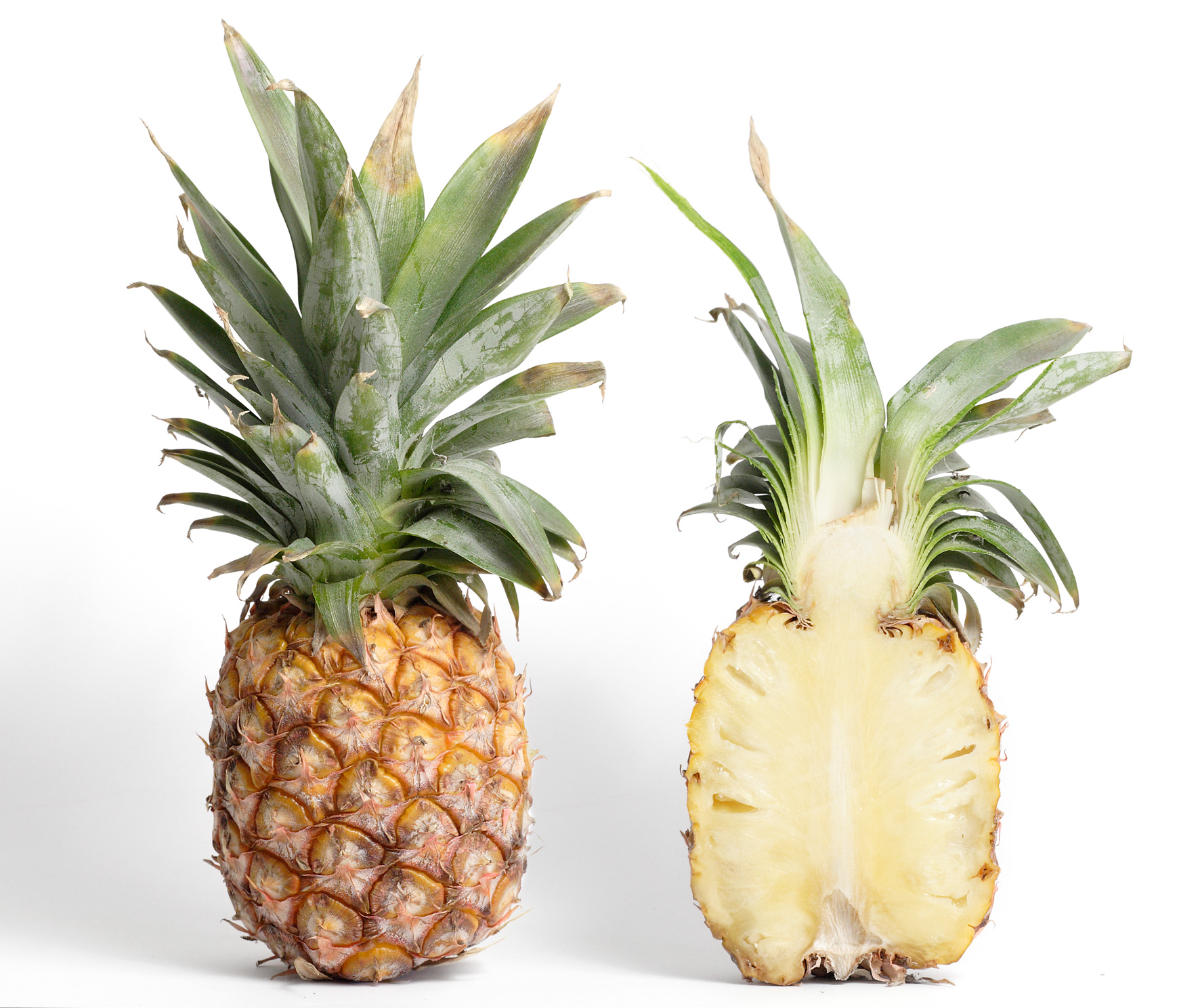
Quả dứa là một loại quả phức

Quả phức là loại quả được hình thành từ một chùm hoa đậu quả, hay cụm hoa. Những bông hoa này trưởng thành thành một khối duy nhất, trong đó mỗi bông hoa tạo ra một quả thật. Sau khi nở hoa, nguyên cụm được gọi là "cụm quả" (infructescence). Ví dụ như vả, dứa, dâu tằm, cam osage và xa kê.
Trong các ngôn ngữ khác ngoài tiếng Anh, ý nghĩa của quả phức và quả tụ, mà nó kết hợp nhiều nhụy hoa trong một bông hoa duy nhất, bị đảo ngược.

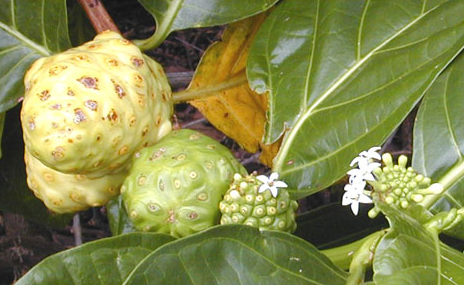
Ở một số cây, chẳng hạn như cây nhàu này, hoa được tạo ra thường xuyên dọc theo thân cây và có thể thấy cụ thể về sự ra hoa, sự phát triển của mỗi quả thật cùng nhau.

Như thể hiện trong bức ảnh của cây nhàu ở bên phải, các giai đoạn ra hoa và phát triển quả nhàu hoặc dâu tằm Ấn Độ (Morinda citrifolia) có thể được quan sát trên một cành hoa. Đầu tiên, một cụm hoa màu trắng được gọi là đầu được tạo ra. Sau khi thụ tinh, mỗi bông hoa sẽ phát triển thành một quả hạch, và khi các bông hoa nở ra, chúng trở nên "kết tụ" (hợp nhất) thành một "quả thịt phức" được gọi là "syncarpet". Ngoài ra còn có loại quả phức khô.
Các ví dụ khác về quả phức:
- Platanus, nhiều quả bế từ nhiều hoa, trong một cấu trúc quả đơn
- Dâu tằm, nhiều hoa kết thành một quả
- Quả mít, nhiều hoa kết thành một quả
- Sung, nhiều hoa, tương tự như dâu tằm, tạo thành một quả phức bên trong cụm hoa đảo lộn. Dạng này được gọi là quả dạng sung.